# Keiji Mutoh
Keiji Mutoh (jap. 武藤 敬司, Mutōh Keiji; * 23. Dezember 1962 in Fujiyoshida), bekannt unter seinem Ringnamen The Great Muta, ist ein japanischer Wrestler, Wrestling-Promoter und Vorsitzender des Wrestlingverbandes All Japan Pro Wrestling, kurz AJPW.

## Karriere
Seine Karriere begann im April 1984 im NJPW-Dōjō. Sein Debüt hatte er gegen Masahiro Chono. Mitte der 80er Jahre trat er für eine längere Zeit in Florida auf, wo er der erste richtige Highflyer in Amerika wurde. Muto spielte in den USA meistens den Great Muta, die stereotypische Rolle des japanischen Heels (Facepaint, Martial Arts, grüner Nebel).
1989 kam er in die NWA und hatte dort Fehden mit Ric Flair und Sting, wurde dabei sogar bejubelt, was ein Novum für Japaner damals war. Maßgeblich dafür war wohl sein Handspring Elbow. Er war auch Teil der New World Order.
In den 1990er Jahren war Muto als Mitglied der „3 Musketiere“ (neben Chono & Shinya Hashimoto) einer der Hauptverantwortlichen für diese goldene Dekade. 1998 wurde er relativ kahlköpfig und ist seitdem nur noch mit einer Glatze zu sehen. Nach 15 Jahren mit unzähligen Moonsaults musste er seinen Stil umstellen, da seine Knie kaum noch belastbar waren. So kreierte er z. B. den Shining Wizard, der bald unzählige Nachahmer finden sollte. 2002 verließ  Muto die New Japan und wechselte zum Konkurrenten AJPW. Dort wurde er zum Liebling der Besitzerin Motoko Baba. Motoko Baba gab später ihre Position an Mutoh ab.
Im Oktober 2004 gewann er das Champion Carnival Tournament von All Japan. Seine Rolle als All Japan Booker ist sehr umstritten. Seit August 2005 tritt er auch bei Wrestle One an. 2006 trat er mit seinem Great Muta Gimmick erstmals in Mexiko an. Anfang 2007 war er auch für seinen ersten Auftritt in Europa gebookt, aber die Liga 1PW ging kurz vorher pleite. Die Liga RQW übernahm aber die Bookings der AJPW-Wrestler, so dass sein Europa-Debüt doch noch stattfand. 2007 holte er seinen ersten Singles-Erfolg seit längerer Zeit, als er zum dritten Mal den Champion Carnival gewann. Als Great Muta gab er im Juli 2007 sein Debüt für Hustle. Obwohl er in der besten körperlichen Verfassung seit Jahren war, schaffte er es allerdings nicht, die Triple Crown zu gewinnen.
Mutō wird von Experten als einer der besten Worker aller Zeiten angesehen. Sein Poison Mist, wo er dem Gegner eine grüne Flüssigkeit ins Gesicht spuckt, ist einer der beliebtesten Moves bei den japanischen Wrestling-Fans. Der japanische Wrestler Yoshihiro Tajiri nutzt diesen Move ebenfalls.

### WWE Hall of Fame (2023)
Am 15. März 2023 gab die WWE bekannt, dass er in die WWE Hall of Fame 2023 aufgenommen wird.

## Errungene Titel
- All Japan Pro Wrestling

- 3× AJPW Unified Triple Crown Heavyweight Championship
- 5× AJPW World Tag Team Championship
- Champion’s Carnival (2002, 2004, 2007)

- Championship Wrestling from Florida

- 1× NWA Florida Heavyweight Championship

- New Japan Pro-Wrestling

- 4× IWGP Heavyweight Championship
- 6× IWGP Tag Team Championship
- 1× NWA World Heavyweight Championship

- Jim Crockett Promotions / World Championship Wrestling

- 1× NWA World Television Championship
- 1× WCW World Tag Team Championship (mit Vampiro)
- BattleBowl (1992)

- World Wrestling Council

- 1× WWC Puerto Rican Heavyweight Championship
- 1× WWC Television Championship

- World Wrestling Entertainment
  - Hall of Fame (Class of 2023)